# Route nationale 197
Cet article court présente un sujet plus développé dans : Route territoriale 30.
Pour les articles homonymes, voir Route 197.
La route nationale 197 ou RN 197 était une route nationale française reliant jusqu'en 1972 Calvi à Prunete (commune de Cervione), puis de 1972 à 2014 Calvi à Ponte-Leccia (commune de Morosaglia). En 1972, elle a été déclassée en RD 71 entre Lumio et Belgodère et entre Ponte-Leccia et Prunete. Elle a ensuite repris une section de la RN 199 entre Lumio et Lozari (commune de Belgodère) et celle de la route forestière 3 entre Lozari et Belgodère. En 2011, elle reprend la RN 1197 (« la Balanina »), de Lozari jusqu'à 5 kilomètres au nord de Ponte-Leccia, l'ancienne section a été renumérotée RN 2197. En 2014, elle est devenue route territoriale 30.